# Khu nghỉ mát

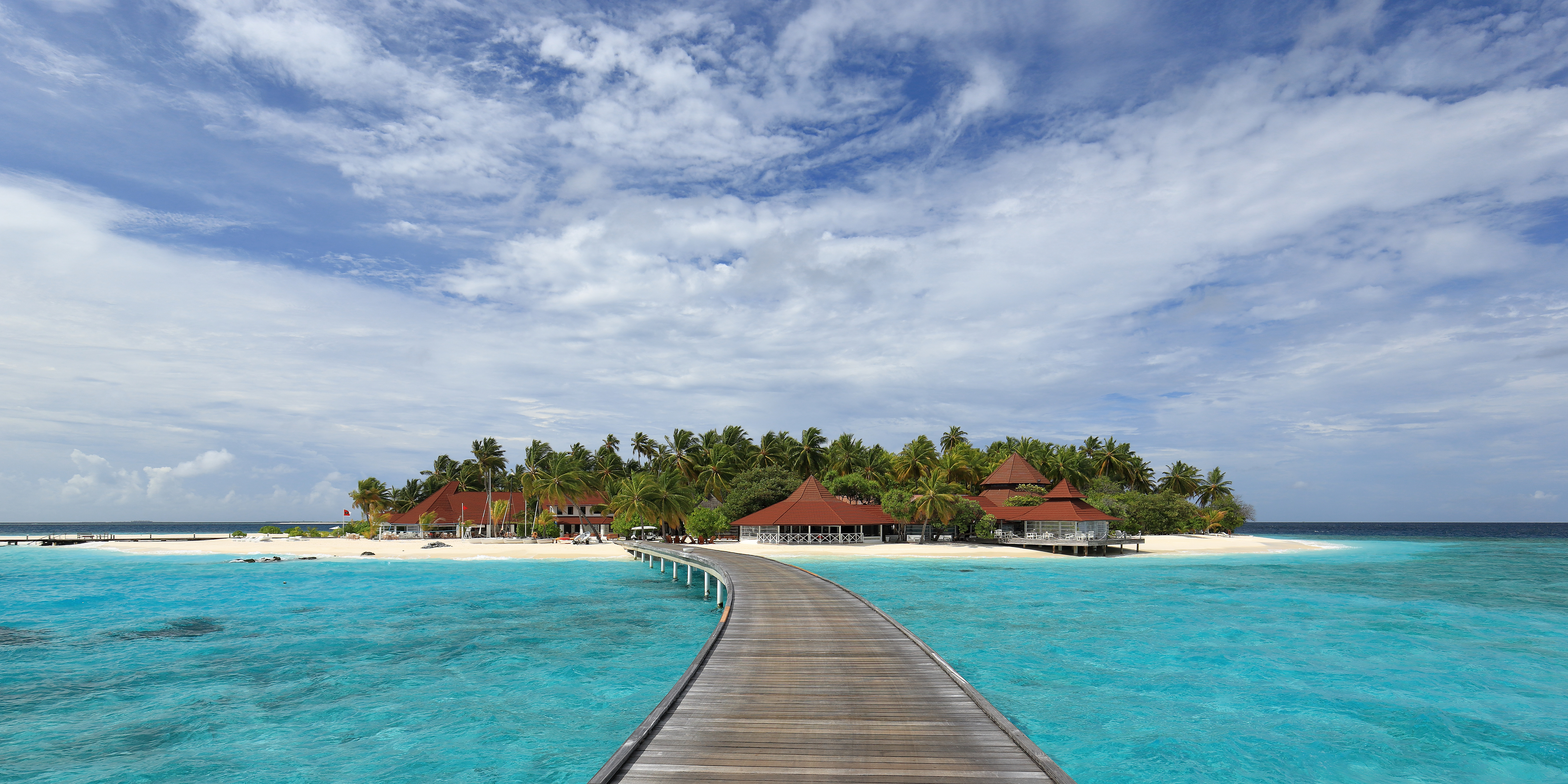
Thudufushi, trước đây là một trong những hòn đảo không có người ở thuộc quần đảo Maldives, được phát triển thành một khu nghỉ mát 4 sao từ năm 1990

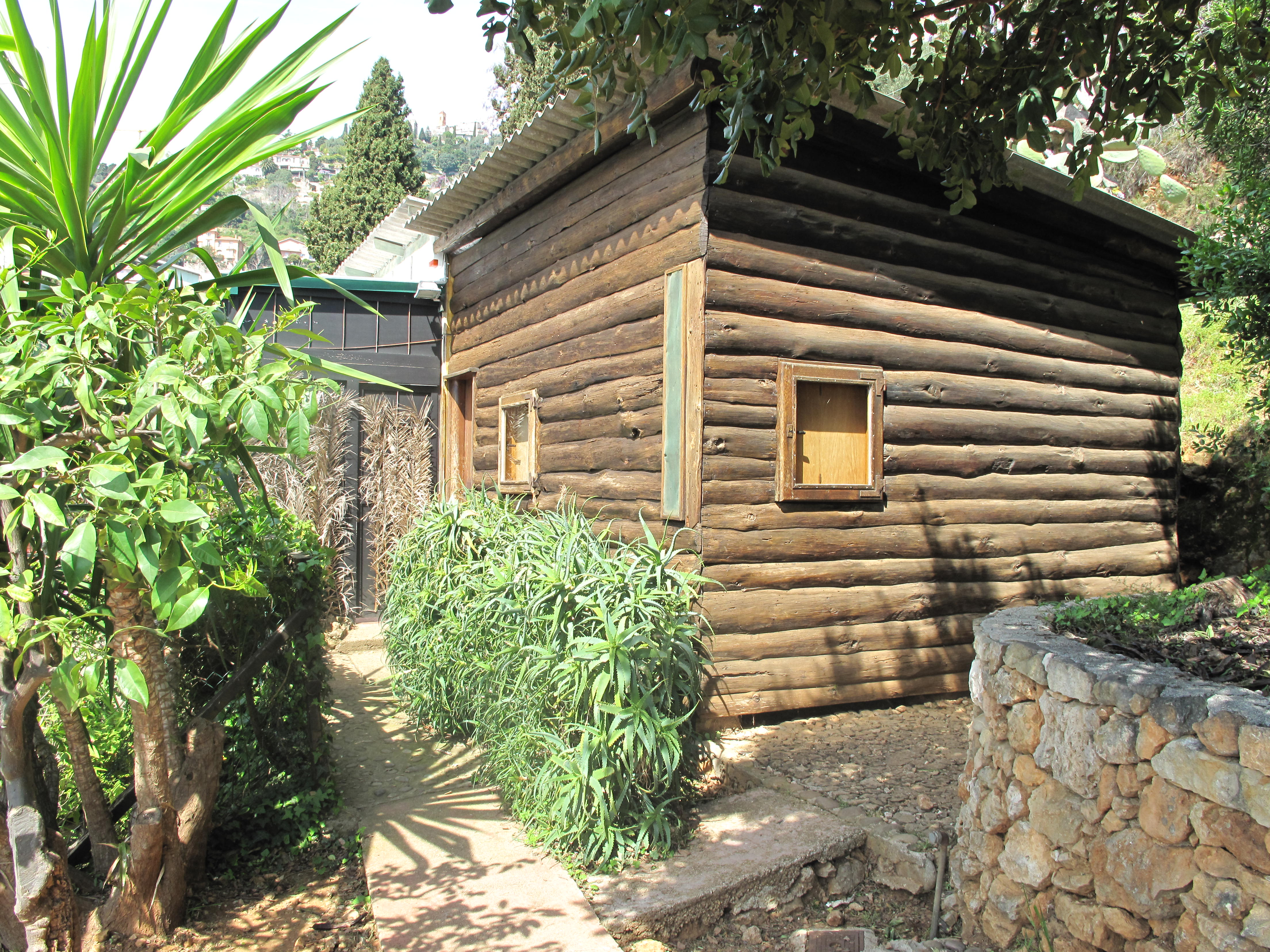
Trại nghỉ Cabanon tại Côte d'Azur

Khu nghỉ mát hay khu nghỉ dưỡng (tiếng Anh: Resort, phát âm thông dụng tiếng Việt: Rì-sọt) dùng để chỉ một nhóm hay quần thể các khu dịch vụ phục vụ du lịch, làm nơi nghỉ ngơi, thư giãn, giải trí. Các dịch vụ này được triển khai trên một khuôn viên địa lý không quá lớn. Trong một khu nghỉ mát thường có các khách sạn, nhà nghỉ, nhà hàng ăn uống, bãi biển, hồ tắm, khu thể thao, vườn trẻ. Khu nghỉ mát có từ thời cổ - như tại Baiae Ý hơn 2000 năm trước.

## Khu nghỉ dưỡng

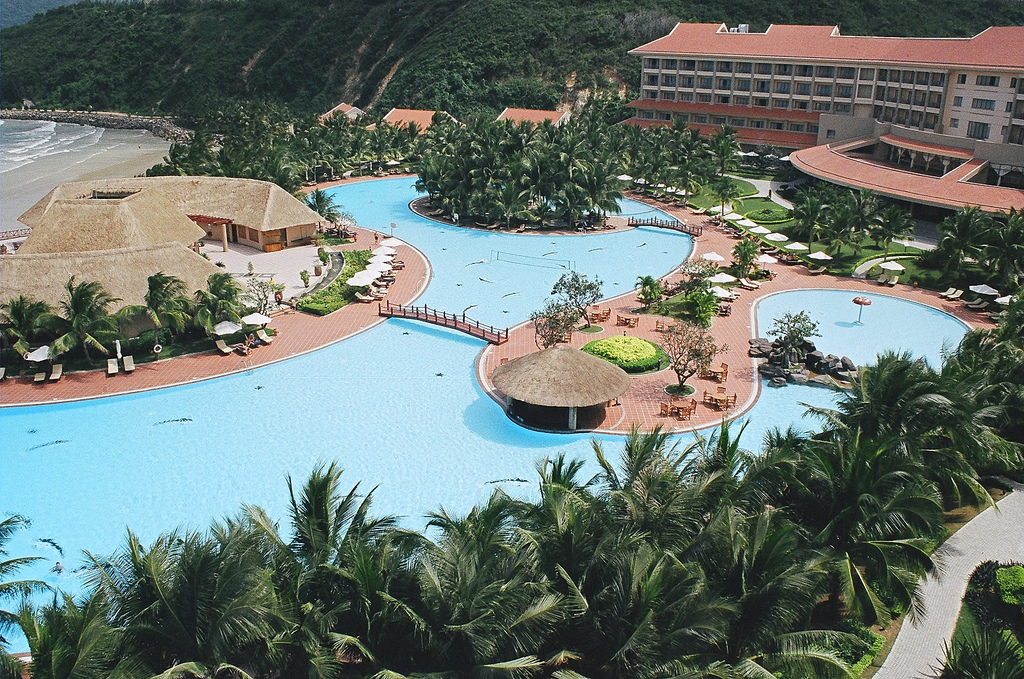
Khách sạn và khu nghỉ dưỡng Vinpearl Land Nha Trang

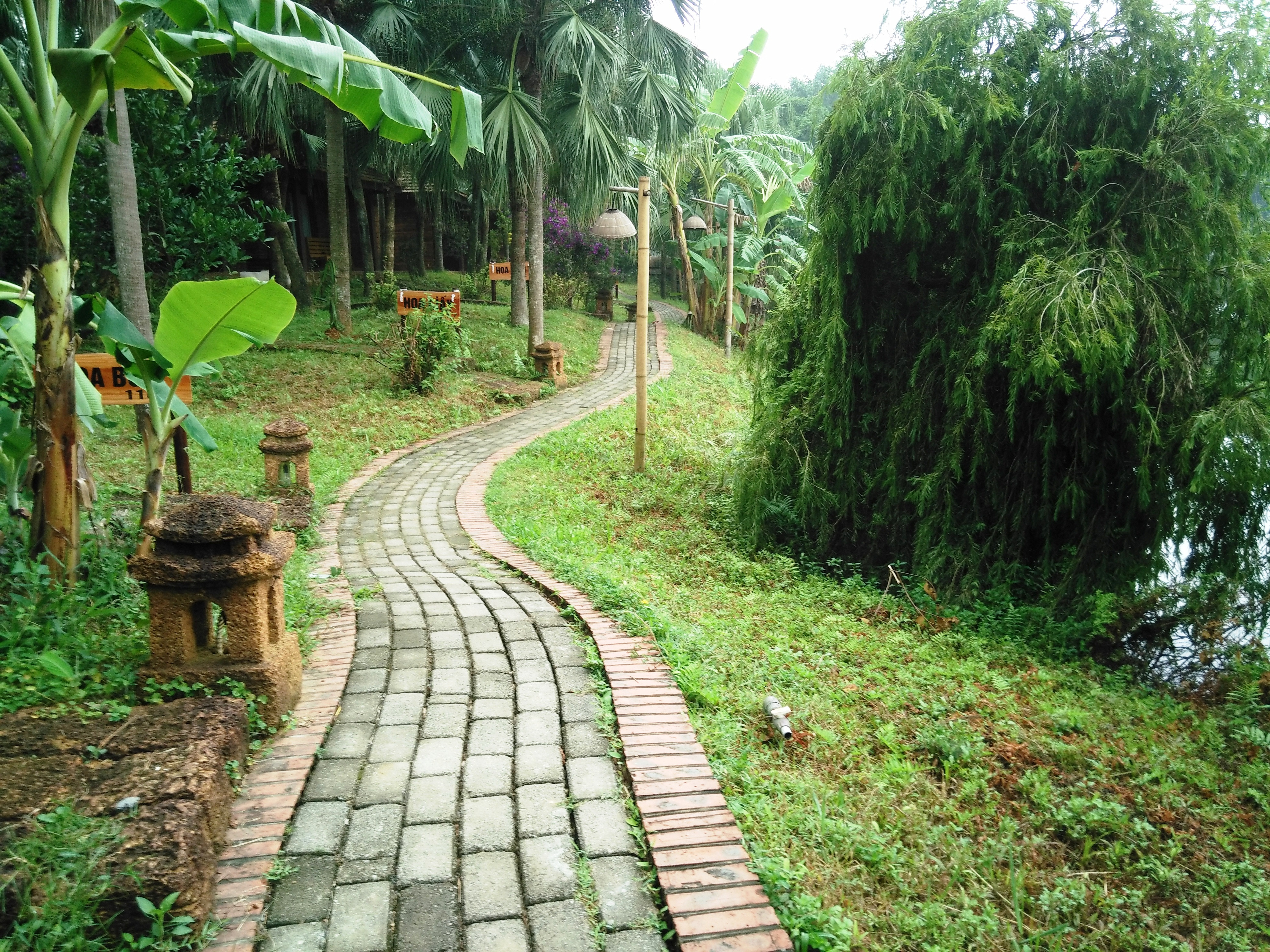
Bên trong của một khu nghỉ dưỡng tại Trung Sơn Trầm, Đường Lâm của Sơn Tây (thị xã)

Khu nghỉ dưỡng là một nơi dành cho thư giãn hoặc giải trí. Con người có xu hướng tìm ra một nơi nghỉ dưỡng cho những ngày lễ hoặc những kỳ nghỉ. Thông thường, một khu nghỉ dưỡng thường được đi bởi một công ty đơn lẻ mà họ cố gắng chuẩn bị đầy đủ mọi thứ hoặc hầu hết những người đi nghỉ có mong muốn trong thời gian đi nghỉ ở đó có đồ ăn, đồ uống, chỗ ở, thể thao, giải trí và mua sắm.

## Các loại khu nghỉ mát
- Khu nghỉ mát gần thắng cảnh: Đây là khu nghỉ mát dựng lên gần một thắng cảnh trong khu vực để câu khách
- Khu nghỉ mát thắng cảnh: Khi khu nghỉ mát quá nổi tiếng vì sang trọng hay có những đặc điểm nổi bật, tự nó trở thành một thắng cảnh. Khách du lịch đến khu nghỉ mát này vì những đặc điểm riêng của nó, không phải để đi xem thắng cảnh nào khác gần đó.
- Khu nghỉ mát toàn diện: Đây là những khu nghỉ mát có tất cả các dịch vụ và có giá biểu cố định. Khách trả tiền xong sẽ có quyền ăn, uống, ngủ, nghỉ, chơi, xem hát, v.v... tự do.
- Khu nghỉ mát đặc biệt: những khu nghỉ mát chuyên để khách chơi trượt tuyết, tắm biển, chăm sóc sức khỏe.